# Censura editorial
La censura editorial es la prohibición o supresión de información a fin de discriminar los planteamientos incorrectos de los correctos dentro del contenido de una obra. Se trata del proceso realizado por el censor, quien determina el material que no se ajusta a los preceptos morales, políticos o religiosos, para así resolver si se permite la difusión de la obra.
La censura editorial puede ser antes de la impresión o publicación de la obra, denominada "censura previa", o bien, después de la impresión, llamada "censura represiva".

## Orígenes
Debido a la aparición de la imprenta, el libro fue visto también como un arma peligrosa para la divulgación de ideas opuestas a la fe católica y a las buenas costumbres. En resultado, la Corona Española tomó el control sobre las ideas, los tirajes y el comercio del libro impreso. Así, fueron dictadas una serie de disposiciones en las que se determina que un autor, editor o impresor debe pedir una licencia (a los censores del consejo real) para poder publicar un libro. 
El contenido de la obra, entonces, era revisado desde el ámbito religioso hasta el civil. Para que el libro pudiera circular, debía tener por parte del punto de vista eclesiástico: censura, parecer o licencia, y desde el punto de vista civil: licencia, tasa y privilegio.
El libro sufrió alteraciones tanto en su texto como en su integridad al ser sidas aplicadas las leyes religiosas y civiles. 

### Censura civil
A partir de 1478, la Inquisición Española se hizo cargo de manera no oficial de la censura de los libros impresos. Existió una continuidad acerca de esta política a través de trescientos años, ya que los monarcas legislaron sobre este principio. 
En 1502, los Reyes Católicos imponen el precepto de que los escritores y editores declararán su nombre según su autoría de obras, así como también encargaron a los prelados a examinar los libros de cualquier lugar del Reino. Con el gobierno de Carlos V, la facultad de otorgar las licencias estaba a cargo de él y del Consejo, aunque la Iglesia ya estaba actuando por su propia cuenta en cuanto al asunto. Para Felipe II, la propagación de los libros significaba más que un peligro, pues lo vio como la difusión de "materias vanas, deshonestas y de mal ejemplo". Cuando el medio más efectivo de no someterse a las disposiciones obligatorias y vigentes fue el efectuar las impresiones fuera del Reino, Felipe III propuso la Ley dada en Lerma el año 1610. Por su lado, Felipe IV redujo la publicación de libros por medio de la Ley firmada en Madrid el 13 de junio de 1627, sus medidas de prevención iban dirigidas a los impresos menores, que por su brevedad se estampaban sin licencia. Con Carlos II era una condición estricta la revisión de la obra por parte del Consejo. En 1705 y con el mandato de Felipe V, la impresión quedó a cargo del Ministro; al monarca se le adjudica, también, la normativa de que las licencias eran entregadas únicamente en el Consejo (especialmente a los Reinos de Aragón, Valencia y Cataluña) y aquella en que él mismo era el indicado de entregar la licencia a las impresiones relativas a las cuestiones del Estado. Con Fernando VI se prohibió estrictamente imprimir sin licencia, extendiéndose la normativa a todo libro, memorial y cualquier texto. Quien resolvió abolir la tasa fue Carlos III, así los libros tuvieron total libertad de ser vendidos al precio que los autores y los libreros hubieran de imponer. 
En términos más exactos, los objetivos que se buscaban eran: 
- Impedir la propagación de ideas subversivas y de escritos que se consideraban inútiles y perjudiciales.
- Proteger económicamente al consumidor medio, implantando la tasa de precios, como en otros productos de consumo cotidiano.
- Suplir la falta de lo que aún no se denominaban "derechos de autor", favoreciendo a algunos de ellos mediante la concesión de privilegios.[6]

### Censura eclesiástica
Un año antes de que los Reyes Católicos se hicieran cargo de la labor en cuanto a lo que respectaban las obras impresas, el Papa había ya proclamado el derecho y el deber de la Iglesia para ocuparse de aquella. 
En lo que concierne a esta, se pueden distinguir tres períodos: 
1. De 1501 a 1540: se aludía a la obtención de la licencia.
2. De 1540 a 1558: a veces se encuentra la aprobación.
3. De 1558 en adelante: cuando se propaga el insertar en los preliminares las aprobaciones y las licencias.[6]

El Santo Oficio de la Inquisición fue una respuesta a la herejía. Tenía la intención de proteger las normas cristianas, vigilando así el correcto cumplimiento de las reglas religiosas, evitando los desvíos que se podían considerar un atentado en lo que respectaba al buen obrar cristiano. Su tribunal era totalmente estricto y creó un sistema de control de la siguiente manera: 
- Inquisidores: teólogos, literatos, historiadores, científicos, etc. Se encargaban de revisar, juzgar y registrar los libros impresos, así como de determinar su prohibición o expurgo.
- Revisores: normalmente eran letrados encargados de examinar que las obras prohibidas fueran retiradas de las bibliotecas y entregadas para ser quemadas.
- Correctores: aquellas personas encargadas de retirar los libros catalogados como prohibidos, así como de hacer las mutilaciones sobre el texto o las imágenes que dictaban el índice.[4]

Esta institución encontró el apoyo de la Corona Española al permitirle el control riguroso de la fe en los territorios que le pertenecían, vigilar el cumplimiento estricto de sus dogmas y ser un arma contra otros grupos religiosos como los judíos y los musulmanes. Estaba confiada a los frailes dominicos y tenían un procedimiento dividido en tres etapas: 
1. La denuncia o acusación (denuntiatio o accusatio)
2. La investigación preliminar (inquisitio generalis)
3. El juicio del inculpado (inquisitio specialis)

El peso de esta institución se extendió por distintos territorios europeos, debido al surgimiento de grupos alternos a la iglesia romana, lo que amenazó su unicidad, volviéndose una preocupación para la Iglesia.
En aquellos momentos existía una mezcla de los poderes eclesiástico con el civil. Sin embargo, puede deducirse que lejos de existir un equilibrio entre la censura de ambos ámbitos, la mayoría de censores y la atención predominante concedida al aspecto religioso-moral sitúa a la Iglesia en una posición dominante.

### Licencia de impresión
Al obtener la licencia de la difusión de la obra, el impresor lo anunciaba en la portada utilizando leyendas como: "con privilegio", "con las licencias necesarias",  "con licencia" (si contaba tanto con la eclesiástica como con la civil), "licencia del ordinario" (si la obra era producto de un sacerdote) o "licencia de los superiores" (si había sido escrita por un estudiante). El fin era garantizar la utilidad de la obra. 
Dentro del cuerpo del texto, también se hacía muestra de los beneficios de la licencia, a modo de apartado, se hallaban al inicio del libro los escritos que mostraban su legalidad.
El proceso para la obtención de la licencia era: 
1. El libro original era presentado ante el Consejo, así se disputaba la licencia civil. En caso de obtenerla, el presidente o escribano signaba cada página, al final anotaba el número de hojas y lo firmaba con su nombre y rubrica.
2. El ejemplar rubricado pasaba al proceso de impresión según el texto que ya había sido revisado por el Consejo.
3. Ya impresa, la obra debía volver al Consejo para ser verificada y de ser apta, obtenía la licencia, la tasa y el privilegio de impresión.
4. Para su circulación y adquisición, era necesario que contara con una portada que tuviese todos los datos necesarios para su correcta identificación.[4]

#### Libros exentos de licencia civil de impresión
Las obras que no necesitaban obtener la licencia eran: 
- Las autorizadas por los prelados y ordinarios (misales, breviarios, diurnales, libros de canto eclesiástico y de horas en latín y en romance, gramáticas, cartillas escolares, los Flos sanctorum, gramáticas, vocabularios y textos de Latinidad)[6]
- Aquellas que solamente requerían del permiso de sus propios organismos.
- Memoriales de pleitos o informaciones.

### Ejemplares prohibidos
Pese a todo el control impuesto, se editaban algunas obras de manera clandestina. Debido a esto, en el siglo XVI aparecieron los índices de libros prohibidos y expurgados. Los ejemplares que eran considerados como prohibidos fueron: 
- Traducciones de la Biblia en lengua vulgar.
- Libros hebraicos y árabes.
- Obras que no señalen el autor o pie de imprenta escritos después del año 1525.
- Contenido opuesto a los dogmas cristianos.
- Libros hechos, anotados o traducidos por autores considerados herejes.

Las obras que cumplían con las anteriores características debían ser recogidas y entregadas al revisor de libros para que las llevase a la hoguera, mientras que los dueños eran procesados por la Inquisición.
El incumplimiento con la normativa impuesta se castigaba con la pérdida de bienes y el destierro perpetuo, pero había otras represalias.

#### Index librorum prohibitorum
El fin del Index Librorum Prohibitorum fue presentar un catálogo de libros que la Sagrada Congregación de la Inquisición de la Iglesia católica consideraba como desvíos para la fe, para así prohibirlos y prevenir a los lectores de determinadas obras. Contenía nombres de autores cuyos textos se encontraban prohibidos en su totalidad, así como otros aislados de diferentes autores o anónimas. 
Existieron tres que fueron realizados durante el período de la Ilustración. 
La Inquisición también concedió licencias para leer libros prohibidos, estas fueron otorgadas a "personas doctas y pías" que tenían la necesidad de refutar las obras. 
Existe otro hecho que puede explicar la existencia del Index Librorum Prohibitorum, según el cual se debió su origen a las inconformidades de libreros e impresores que, afectados por las prohibiciones, intentaron demostrar que existían libros que no debían de ser quemados.
Resulta difícil obtener una lista completa de los libros que fueron incluidos en el catálogo, sin embargo, aparecieron autores como:
- Abraham Avenarius
- Adriano Barlandus
- Alberto Moravia
- Baruch Spinoza
- Conrad Huber
- Cornelio Agrippa
- David Hume
- Emanuel Swedenborg
- Francis Bacon
- François Rabelais
- Jacob Curio
- Jean-Paul Sartre
- Jeremias Reusner
- Marqués de Sade
- Michel de Montaigne
- Nicolas Bourbon
- Nicolaus Henricus
- Pierre Larousse
- René Descartes
- Voltaire

Aun así, es necesario distinguir entre los autores prohibidos y los autores expurgados. Los expurgados suelen ser autores católicos, cuyas obras han sido prohibidas temporalmente y luego expurgadas.

### Expurgo
El expurgo, según la Real Academia Española, es la acción de mandar a tachar algunas palabras, cláusulas o pasajes de determinados libros o impresos, sin prohibir la lectura de estos. Ampliamente, se utilizó con el fin de no suprimir por completo las obras que no cumplieran con los preceptos impuestos, sino solamente los fragmentos incorrectos dentro de los parámetros morales, políticos o religiosos. Fue impuesto por el Santo Oficio.  
El traductor Benito Arias Montano creó, en 1570, el Índice de libros expurgados, en donde señaló los párrafos que debían ser modificados. En otras palabras, se salvaba el libro de la hoguera cuando fuese corregido o expurgado. Esta técnica fue utilizada en el siglo XVI. 
El expurgo se comunicaba a través de edictos inquisitoriales, los cuales se tenían que obedecer de inmediato y manifestarse en la portada con las sentencias: 
- "Libro prohibido" (liber prohibitus)
- "Autor condenado" (auctor damnatus)
- "Expurgado" (expurgatur)

Cuando el autor o la obra eran tomados como sospechosos de herejía o estaban condenados, obtenían la leyenda: "autor et opera damnata nunc vero cum expurgatione permissa" (autor y obra condenados, ahora expurgados con el permiso de leerse). 
La nota de expurgo, también podía colocarse en la portada o en la primera hoja del volumen con la leyenda: "de acuerdo/conforme al edicto del Santo Oficio", así como la fecha, nombre de quien realizaba el expurgo y su rubrica. El esquema que este tenía para realizar anotaciones estaba dividido en dos secciones: 
1. Constancia de corrección: normalizada por un esquema jurídico y dictaminado por la Inquisición. Los volúmenes eran corregidos varias veces, por tal razón, se encontraban diversas notas de expurgo con diferentes fechas o nombres.
2. Advertencias sobre el autor, texto o tema del libro: el revisor procedía a tachar el nombre del autor con la sentencia: "autor damnatus".[4]

A diferencia de la prohibición de una obra, el expurgo podía ser realizado por el poseedor del libro, tenía permitido realizar supresiones de texto o ilustraciones. Por esta razón, era catalogado como una cuestión moral.

#### Técnicas de expurgo
Los párrafos e imágenes suprimidos eran anulados por el expurgo con técnicas comunes como las tachaduras a mano sobre el impreso o los recortes y mutilaciones. Pero este no siempre era representado con tinta, sino que algunos correctores lo realizaban con discreción, colocando grecas o de otro modo, colocando trozos de papel pegado sobre el texto. 
La mutilación de ejemplares también era realizada, aunque con más frecuencia cuando se trataba de capítulos demasiado extensos o textos completos, además de usarse para la eliminación de imágenes consideradas como inmorales, el expurgo se realizaba principalmente en senos, cuerpos de mujeres, niños desnudos, símbolos fálicos, figuras amorfas o con alusiones demoníacas.

#### Otras épocas
En algunos casos, dentro de la época moderna las técnicas de censura más utilizadas fueron la reimpresión de ejemplares de acuerdo con las condiciones dadas por algún órgano censor, suprimiendo o modificando todos aquellos fragmentos o imágenes que excedieran el límite o en otros casos se retiraba por completo la obra y se prohibía su publicación.

### Incunables
El libro incunable, por palabras de la Real Academia Española, es una edición hecha entra la invención de la imprenta y los comienzos del siglo XVI. De otro modo dicho, son los libros impresos con tipos móviles metálicos, entre los años 1450 y 1500, estos representan el momento histórico en que los libros se hallaban en sus orígenes, esto es, cuando apenas comenzaba el uso tecnológico en la impresión. 
En un inicio carecían de portada e iniciaban directamente con el contenido de la obra, entonces se colocaba el colofón para hacer mención del nombre del autor, lugar, fecha de impresión y el nombre del impresor.
La censura de los libros incunables se llevaba a cabo con el procedimiento normal de esta, las notas de expurgo también se presentaban, así como la cancelación total de una obra. Algunos autores de libros incunables que sufrieron de censura fueron:
- Ángel de Clavasio
- Bartolomeo Platina
- Dante Alighieri
- Johannes Herolt

## Influencia

### Nuevo Mundo
El mayor aporte de los españoles al Nuevo Mundo fue el religioso, el Santo Oficio llegó a controlar la tierra recién descubierta. En México, el papel de los inquisidores fue tomado por los frailes con poderes obispales, todo esto dependía de la secretaría de Aragón, la cual a su vez respondía a la de Castilla. La Inquisición mantuvo los códigos vigentes que regían en la península española. 
Los inquisidores inspeccionaban los puertos y barcos en busca de libros señalados como "prohibidos", como biblias en lengua vernácula, novelas de caballería y obras científicas o políticas comprometedoras. El Concilio Provincial Mexicano de 1555, en su ítem LXXIV, advirtió acerca del peligro de tales libros. Por otro lado, existían frecuentes inspecciones a las imprentas y a bibliotecas privadas. El Segundo Concilio Provincial de 1565 restringió la circulación de biblias y era prohibido, para los indios, poseerlas. El Tercer Concilio en 1585 amenazó con la excomunión a quien estuviera en poder de algún libro prohibido. 
Giovanni Alberghini fue autor de un libro guía, titulado Manual Qualificatorum Sanctae Inquisitionis, en donde aparecían los libros definidos como peligrosos y los métodos para expurgarlos o destruirlos. 
En cuanto a Venezuela, la Real Cédula del 25 de abril de 1742 prohibió los libros sin licencia en el Consejo de Indias. François Depons proporcionó una lista de los textos prohibidos de leer en Venezuela, algunos fueron:
- El Nuevo Abelardo
- El discurso del Emperador Juliano contra los cristianos
- El Tratado de Virtudes y Recompensas
- Belisario
- Investigaciones sobre los americanos

### Inglaterra
En 1599 fue quemada la obra de John Marston, The Metamorphosis Of Pigmalions Image de 1598. Cerca de seis mil copias del Nuevo Testamento, traducido por William Tyndale, introducidas de contrabando a Inglaterra, desaparecieron en una quema organizada por un grupo de sacerdotes. Por otra parte, Enrique VIII ordenó la purga de libros perpetrada en Inglaterra entre 1536 y 1540, que fue completamente religiosa. 
En la primera mitad del siglo XVI múltiples manuscritos ya habían desaparecido en Inglaterra. 
De igual forma, es importante el misterioso incendio de Londres de 1666, en donde no hubo un número exagerado de muertos, pero si se extinguieron miles de obras, algunas como:
- Danish
- Norman
- Aesops Fables
- English Kings

### España
Desde el período de la República ya existía la destrucción de libros. Entre el 10 y 11 de mayo de 1931, fueron quemadas bibliotecas y archivos de los conventos, se asesinaron a sacerdotes y hubo una devastación de textos católicos. 
En 1937, la Biblioteca Nacional, en Madrid, fue bombardeada. El archivo histórico de la Universidad Complutense sufrió múltiples ataques. Los archivos de toda España fueron perjudicados de manera grave.

#### Censura franquista
El Franquismo, fue la dictadura impuesta en España por el general Franco a partir de la guerra civil de 1936 al 1939 y mantenida hasta su muerte, en 1975. En este periodo de tiempo, el asesinato de civiles y la destrucción de libros fue completamente común; la quema de obras, la depuración de fondos del mercado editorial y librero, y el expurgo de bibliotecas se convirtieron en una necesidad imperiosa para los militares. 
Un objetivo importante era acabar con todas las obras que habían inculcado el mal a los ciudadanos y que los había orillado a atentar contra el orden social, la tradición, la Iglesia y el ejército. 
El Franquismo resultó ser el régimen ideal para la Iglesia por el establecimiento de la censura previa, pero los paradigmas eclesiásticos no siempre coincidieron con los de la censura civil y así es que surgieron algunas fricciones. En lo que respecta a esta censura, no se conoce el establecimiento de criterios en específico, era una muy arbitraria a juicio del censor, pero se podían tomar en cuenta motivos sexuales o políticos (durante la dictadura de Franco se censuró todo aquel texto u obra que predicará en contra del Franquismo).

### Bibliocausto nazi
Se entiende por Bibliocausto al período en el que millones de libros fueron destruidos por el régimen nazi en 1933, este acontecimiento fue previo al Holocausto, de hecho puede pensarse que las hogueras de libros inspiraron la participación de los hornos crematorios. Las obras judías estaban consideradas como "enemigas del pueblo" y estaban totalmente prohibidas. 
El 30 de enero de 1933, el presidente de la República de Weimar, Paul von Hindenburg, designó a Adolf Hitler como canciller y así, este concibió una estrategia de intimidación contra los judíos, los sindicatos y el resto de los partidos políticos. El 4 de febrero, con la Ley para la Protección del Pueblo Alemán, se restringió la libertad de prensa y se advirtió la confiscación de cualquier escrito considerado como peligroso. Recibió el apoyo de Joseph Goebbels, allegado a Hitler y quien propuso con un memorando la destrucción de las obras que atentarán en contra de los paradigmas impuestos. Así, existieron múltiples quemas de libros de autores como: 
- Alfred Kerr
- Ernst Glaeser
- Heinrich Mann
- Werner Hegemann

En 1939 las quemas se efectuaban todas las semanas, comenzaron a invadir lugares como Polonia y Checoslovaquia. 
Muchos fueron los autores censurados, vetados o eliminados por los nazis, como:
- Albert Einstein
- Émile Zola
- Henri Barbusse
- Hermann Broch
- Karl Marx
- Kurt Tucholsky
- Walter Hasenclever

### Segunda Guerra Mundial
En mayo de 1940 las tropas nazis atacaron la biblioteca de la Universidad Católica de Lovaina, así acabaron con novecientos mil libros, ochocientos manuscritos y doscientas obras antiguas. Hubo otras bibliotecas atacadas como la de Tournay, la biblioteca provincial de Zeeland y la Nacional de Belgrado que fue bombardeada. 
En un sentido más amplio, hubo diversas bibliotecas consumidas por los alemanes:
| Francia | Italia | Inglaterra | Alemania |
| --- | --- | --- | --- |
| - Biblioteca municipal de Beauvais - Biblioteca de la Universidad de Caen - Biblioteca de Chartres - Biblioteca municipal de Dieppe - Biblioteca municipal de Douai - Biblioteca de la Societé Comerciale de Le Havre - Biblioteca de la Asamblea Nacional de París - Biblioteca de la Universidad de Estrasburgo - Biblioteca municipal de Tours | - Biblioteca pública de Milán - Biblioteca Palatina de Parma - Biblioteca Nacional de Turín - Biblioteca de la Academia Toscana de Ciencias y Letras - Biblioteca Comunale Manfrediana de Faenza | - Biblioteca Central Lending de Liverpool - Biblioteca del Inner Temple - Universidad de Bristol - Biblioteca pública Minet - Museo Británico | - Biblioteca Baviera - Biblioteca de la Universidad Técnica - Universidad de Berlín - Stadtbibliothek de Bremen - Biblioteca del Reichstag - Biblioteca del Deutsche Heeresbücherei - Hessische Landesbibliothek - Biblioteca de la Universidad Técnica de Darmstadt - Stadtbibliothek de Dresde - Universidad de Greifswald - Universidad Técnica de Karlsruhe - Biblioteca de la Academia Musical |

### Báltico
En 1940, las tropas soviéticas invadieron zonas como Letonia, Estonia y Lituania. Los soldados confiscaron obras y luego las quemaban. 
Una norma de Harald Habermann estipulaba que las bibliotecas debían retirar la literatura antisoviética, burguesa, chovinista y teológica. Cuando los alemanes invadieron Estonia en 1941, prohibieron todos los libros prosoviéticos y los destruyeron. Otra orden impuso la destrucción masiva de todos los libros extranjeros.

### China
La Revolución Cultural China fue un movimiento llevado a cabo por Mao Tse Tung y la banda de los cuatro, esta buscó hacer un cambio en la cultura de la sociedad China reestructurando la ciencia, la educación, la moral y las artes, a partir de las ideas maoístas. 
Esta Revolución se caracterizó por la represión, así como por una severa educación a los intelectuales chinos. Por lo tanto, antigüedades, templos, libros, manuscritos, etc. fueron destruidos o desprestigiados por la guardia roja.

### Argentina
Entre los años 1976 a 1983 los altos cargos ocuparon la administración pública, por lo tanto fue un momento de dictadura militar. 
En el año 1977 en la provincia de Córdoba, se produjo la incineración de bibliografía considerada subversiva, algunos de los autores censurados fueron: 
- Che Guevara
- Mao Tse-Tung
- León Trotski
- Fidel Castro

Los militares también hicieron hincapié en cuanto a la literatura infantil, pues consideraban que se tenía que preservar la niñez. 
La manera de prohibir un libro era, la mayoría de las veces, a través de circulares enviadas desde el Ministerio de Educación. Así como en este país también existieron las listas de libros censurados, habían listas acerca de los libros permitidos. 
Los militares también intervenían dentro de las editoriales y así evitaban que los libros editados fuesen leídos por la población, sobre todo por la juventud y los niños.

### Destrucción de libros
El inventario de desastres que han afectado a las bibliotecas resulta imposible de censar, las principales causas han sido incendios, tsunamis, terremotos e inundaciones. 
Sin embargo, algunas fechas y lugares de incendios de obras son: 
| 1607        | Canterbury                                         |
| 1184        | Glastonbury                                        |
| 1318        | Biblioteca de la iglesia de Todos los Santos       |
| 1440 y 1660 | Biblioteca del monasterio de Megapisleon           |
| 1697        | Biblioteca real de Estocolmo                       |
| 1702        | Biblioteca personal de Anders Spole                |
| 1731        | Ashburnham, Westminster                            |
| 1743        | Biblioteca franciscana de Milán                    |
| 1755        | Real Biblioteca de Portugal                        |
| 1764        | Biblioteca del Harvard College                     |
| 1777        | Palacio del príncipe de Colonia                    |
| 1778        | Biblioteca de la Universidad de Carolina del Sur   |
| 1811        | Cámara de los Comunes                              |
| 1812        | Moscú                                              |
| 1827        | Catedral y biblioteca de Abo, Finlandia            |
| 1845        | Biblioteca del Mariscal College                    |
| 1848        | Biblioteca de W. H. Smith                          |
| 1854        | Biblioteca de la Universidad de Indiana            |
| 1865        | Biblioteca Humboldt                                |
| 1865        | Museo Británico                                    |
| 1866        | Crystal Palace                                     |
| 1871        | Biblioteca de la ciudad y de la iglesia de Chicago |
| 1873        | Manchester Athenaeum                               |
| 1877        | Iglesias en New Brunswick                          |
| 1877        | Biblioteca mercantil de Filadelfia                 |
| 1879        | Free Library de Birmingham                         |
| 1879        | Biblioteca pública de Irkutz, Siberia              |

Existen otras causas por las que hay destrucciones de libros, como las bélicas. 
El libro representaba un fenómeno emergente entre los pueblos griegos y romanos. Personajes como Richard de Bury, Thomas Browne y John Milton se interesaron por la defensa de los libros. 
William Blades fue el primer estudioso en ofrecer un análisis sistemático dedicado a la destrucción de libros y bibliotecas. Dividió las causas en: fuego, agua, gas, calor, polvo, negligencia, ignorancia, maldad, incluyendo a los coleccionistas. 
En el siglo XX aparecieron dos teorías acerca de la causa de la destrucción de libros: 
1. Jacques Bergier señaló que existe una conspiración mundial organizada por una sinarquía que repudia los textos que puedan contribuir a la rápida difusión y extensa sobre el saber.
2. Gérard Haddad afirmó que el repudio al libro desemboca a menudo en el racismo, pues este niega el color de otra cultura.[15]

Por parte de los tsunamis, también se han llevado una buena parte de los bienes patrimoniales, sin embargo, son pocos los estragos contabilizados causados por este desastre en cuanto a las pérdidas de bibliotecas y sus acervos.

#### Terrorismo en bibliotecas
La amenaza de ataques terroristas contra bibliotecas es hoy un factor inexorable, el fin es lograr aniquilar ejemplares únicos de obras raras. 
En julio de 1995, una bomba acabó con el Centro cultural Judío en Buenos Aires, esta no sólo acabó con la existencia de obras, sino también con la vida de personas. Las bombas también llegaron a recintos como el museo Aeroespacial de San Diego y la Biblioteca de Linkoeping.
En 1996, Theodore Kaczynski, fue sentenciado por sus actividades terroristas, advirtió en un escrito que era necesario quemar todos los textos con propuestas técnicas o científicas, pues afirmaba que los males de nuestra sociedad provienen del uso de la tecnología. El 26 de mayo de 1978, atacó la biblioteca de una universidad.

## Autores censurados
Los autores que fueron prohibidos en el Index Librorum Prohibitorum (Adriano Barlandus, Conrad Huber, David Hume, Francis Bacon, René Descartes, etc.), los escritores de incunables (Ángel de Clavasio, Bartolomeo Platina, Dante Alighieri, Johannes Herolt, etc.), los eliminados (Albert Einstein, Henri Barbusse, Karl Marx, etc.) o algunos ilícitos (Che Guevara, Mao Tsé Tung, León Trotski, etc.) no son los únicos documentados como censurados en la historia. En lo que respecta a la literatura moderna y universal, es importante mencionar al irlandés James Joyce, a quien la censura lo persiguió durante toda su vida. Una de sus obras más polémicas e influyentes del siglo XX fue Ulises de 1922. 
Los manuscritos y libros científicos de Mijaíl Mijáilovich Filipov fueron quemados y él fue asesinado por orden del zar Nicolás II en 1903. 
Por otro lado, D. H. Lawrence sufrió la destrucción de las copias de su obra El arcoiris, en 1915. 
En 1935, muchas bibliotecas rechazaron las novelas de Theodore Dreiser, incluso algunos bibliotecarios llegaron a quemar sus ejemplares. 
La obra Las uvas de Ira de John Steinbeck fue rechazada en el año 1939 por los bibliotecarios de St. Louis Public Library y quemaron el libro en público, lo cual sirvió de amenaza para el resto de los escritores sobre la no tolerancia de lenguajes obscenos ni doctrinas comunistas. 
Una persecución se inició contra los libros de Wilhelm Reich en 1954, la acción civil número 1056 intentó prohibir sus obras y se logró un año más tarde. 
En octubre de 1973, Kurt Vonnegut publicó su novela Slaughterhouse Five y un vigilante la quemó por considerarla pornográfica. 
En el año 1953 se elaboró una lista negra de los escritores cuyas obras no debían estar en las bibliotecas, algunos a mencionar fueron:
- Dashiell Hammett
- Howard Fast
- Joseph Davies
- Lilian Hellman

### Persecución de escritores
En el siglo XX fueron muy frecuentes las persecuciones de escritores. Algunos ejemplos son: 
- James Hanley: al publicar su obra El Chico en 1931, los editores fueron sentenciados a pagar una multa y a retirar la edición de las librerías. Tres años más tarde, la Editorial Boriswood reeditó la obra y la policía decomisó algunos ejemplares para destruirlos.
- Mario Vargas Llosa: autor peruano de La ciudad y los perros de 1962, obra que fue quemada debido a que su contenido alarmó a los militares y en 1964 quemaron los ejemplares que confiscaron.
- Jorge Amado: su libro Doña Flor y sus dos maridos fue quemado por órdenes directas del dictador Getulio Vargas.
- Taslima Nasrim: se vio obligada a abandonar Bangladés debido a sufrir hostigamiento por parte de los musulmanes. Varios libros suyos fueron destruidos debido a que escribió en bengalí para fortalecer la posición de la mujer en el mundo islámico.[15]

### Autocensura
La autocensura es la limitación que se impone uno a sí mismo. El miedo o la decepción han logrado que muchos escritores destruyan sus propias obras o manifiesten el interés de su desaparición. Como ejemplo existen algunos: 
- Publio Virgilio Maron: en su testamento ordenó la quema de su poema épico Eneida, incluso antes de morir pidió los "scrinia" (caja cilíndrica para guardar libros), esto con el propósito de quemar su propia obra. Sin embargo, murió creyendo que su texto estaba incompleto.
- John Donne: escribió su texto Biathanatos para estudiar el suicidio, pero no estaba seguro de cuanto valía.
- William Collins: debido a su preocupación quemó numerosos ejemplares de su libro Odes On Several Descriptive And Allegoric Subjects.
- Adam Smith: hizo destruir numerosas obras suyas, ya que se sentía incómodo ante la posibilidad de que algunos manuscritos suyos fueran leídos y estuvieran mal redactados.
- Robert de Paul Lamanon: existen testigos sobre la destrucción que hizo de su propia edición primera de su obra Mémoire litho-géognosique sur le valle de Cahmpseur et la montagne de Drouvierre dans le Haut-Dauphiné.
- Robert Tannahill: quemó casi todos sus papeles debido a que no encontró un editor para sus poemas tras la publicación de su primer libro.
- Arthur Schopenhauer: el testamentario quemó en secreto los papeles que se hallaron tras la muerte del filósofo, pues algunas notas escritas en inglés hablaban sobre problemas sexuales y fantasías eróticas que había tenido.
- James Fenimore Cooper: quemó todos sus manuscritos en 1826.
- Gustave Flaubert: por el veredicto de sus amigos quemó su manuscrito Tentación de San Antonio.
- Edgar Allan Poe: algunos señalan que destruyó todos los ejemplares de su primer poemario Tamerlane and other poems.
- Franz Kafka: le pidió a Max Brod que quemara sus cuadernos e incluso le dejó un mensaje en donde le decía que su última petición era que fuese quemada su obra, mas Brod no lo hizo.
- Germán Pardo García: quemó su libro El árbol del alba.
- Adolfo Bioy Casares: buscó prohibir la publicación de sus obras anteriores a La invención de Morel por considerarlas de menor calidad.
- Ernst Jünger: en su Diario de guerra y ocupación reconoció haber quemado sus papeles en 1945 por temor a los aliados.
- Emil Cioran: dejó casi treinta y cuatro libros con una precisa indicación que indicaba "Destruir".[15]

## Censura editorial en la actualidad
La libertad de expresión ha sido una clase de conquista que se ha tenido que buscar en cada parte del mundo. Los estándares internacionales, regionales y nacionales han establecido la libertad de cada territorio, estos reconocen que tal libertad incluye cualquier medio. En términos amplios, el gobierno de cada país está obligado a respetar la libertad de expresión y no interferir en tal derecho, pero sus paradigmas los deben de sentenciar cada constitución. 
A principios del siglo XXI se introdujo el formato electrónico del libro, que ha transformado la lectura e introducido elementos de interacción cómodos, pero también ha generado nuevos problemas. Con la aparición del internet y su paso a la globalización del conocimiento, se volvió más difícil el trabajo de quienes buscaban la destrucción de las obras, sin embargo, la censura es un problema que ha perdurado en diferentes partes del mundo. La censura se encuentra basada, actualmente, en intereses políticos y sociales, las prohibiciones y presiones han tenido como consecuencia la agresión contra la libertad de expresión y el derecho a la información.

### México
En México, no se puede restringir el derecho de expresión por medios indirectos, como el abuso de controles oficiales. Toda persona tiene derecho a la libertad de pensamiento y de expresión, se puede difundir información sin estar sujeto a censura previa, solamente a responsabilidades ulteriores expresamente fijadas por la ley.
En el Artículo 6o. de la Constitución Política de los Estados Unidos Mexicanos, se menciona que la manifestación de ideas no tiene que ser castigada ni judicialmente, ni de manera administrativa, así como el acceso libre a la información para el cual el Estado debe garantizar la entrada a las tecnologías necesarias para la comunicación y la difusión. Por otro lado, en el Artículo 7o., se menciona que es inviolable la libertad de difundir ideas, opiniones e información a través de cualquier medio, ninguna ley ni autoridad pueden establecer la censura previa, ni coartar la libertad de difusión.
La censura debe estar justificada según los efectos que puedan tener las expresiones respecto al derecho a la intimidad y el honor de las personas. Toda censura debe cumplir con ciertos requisitos y no violar los planteamientos morales.

#### Violencia contra comunicadores
La violencia contra los comunicadores de México se ha presentado en diversas formas, como ataques físicos, materiales y amenazas. Una innegable ha sido la auto censura, que ha resultado como un efecto inmediato para evitar los riesgos de la profesión y la presencia de amenaza. Las muertes de los periodistas han sido hechos que aumentan en el país, sin embargo, las principales agresiones a la libertad de expresión son de manera indirecta en prácticas de censura. 
La Asociación Mundial de Periódicos ha concluido que la publicidad oficial es uno de los mecanismos más sutiles que son muestra de una censura indirecta.
Algunos comunicadores que han sido censurados en el 2022 son:
- José Luis Gamboa Arenas
- Lourdes Maldonado
- Heber López
- Jorge Camero Zazueta
- Yesenia Mollinedo Falconi
- Johana García Olvera

## Consecuencias
En tiempos de la Inquisición, los autores o los poseedores de libros prohibidos o expurgados, sufrían castigos muy severos como condenas de prisión, amputación de extremidades, pena de muerte, embargos de bienes, multas, etc. Todo esto propició que los libros se camuflaran con portadas de otros ejemplares. 
En cuanto a los autores españoles, se vieron obligados a obedecer cada paradigma gramatical que estaba prohibido, tales como los puntos suspensivos, los nombres sin apellidos o narrar sucesos en un contexto ajeno al de España. 
La pena para quien intentaba vender o editar libros que hubieran sido prohibidos, era la cárcel o la muerte. 
La censura tiene como consecuencia severa el atraso científico y tecnológico para la comunidad, así como el atentado contra los derechos y libertades de los autores, pero también de los lectores.